# Smaragdo
Smaragdo (fl. VI-VII secolo) è stato un funzionario bizantino, patrizio, fu nominato per due volte esarca di Ravenna, nei periodi (585-589) e (603-608?).
Il suo nome greco, Smaragdos, significa letteralmente "smeraldo" e per tale motivo il suo nome è stato talvolta tradotto con Smeraldo.

## Biografia

### Primo mandato
La sua carriera politica iniziò approssimativamente intorno al 585, quando l'imperatore bizantino Maurizio (582-602) lo inviò nella penisola per governare Ravenna in qualità di esarca imperiale, dopo aver stabilito il riordinamento amministrativo dell'Esarcato d'Italia. Viene citato con certezza per la prima volta nell'Epistola 3 di Papa Pelagio II del 585/586, in cui è definito "esarca" e "cartulario del sacro palazzo"; nella stessa lettera, indirizzata ai vescovi istriani, il pontefice elogia l'esarca per aver riportato la pace nei territori italici, riferendosi evidentemente alla tregua di tre anni che Smaragdo strinse con Autari, re dei Longobardi, secondo Paolo Diacono.
Si rivelò ben presto un esarca dal temperamento forte e deciso; è ricordato, in particolare, per la sua crudeltà nei confronti degli aderenti alla controversia dei Tre Capitoli, guidati da Severo patriarca di Aquileia; nel 586/587 Smaragdo arrestò Severo, tre vescovi scismatici istriani e il defensor della chiesa di Grado, che vennero costretti con la violenza a rinnegare le proprie credenze ereticali.

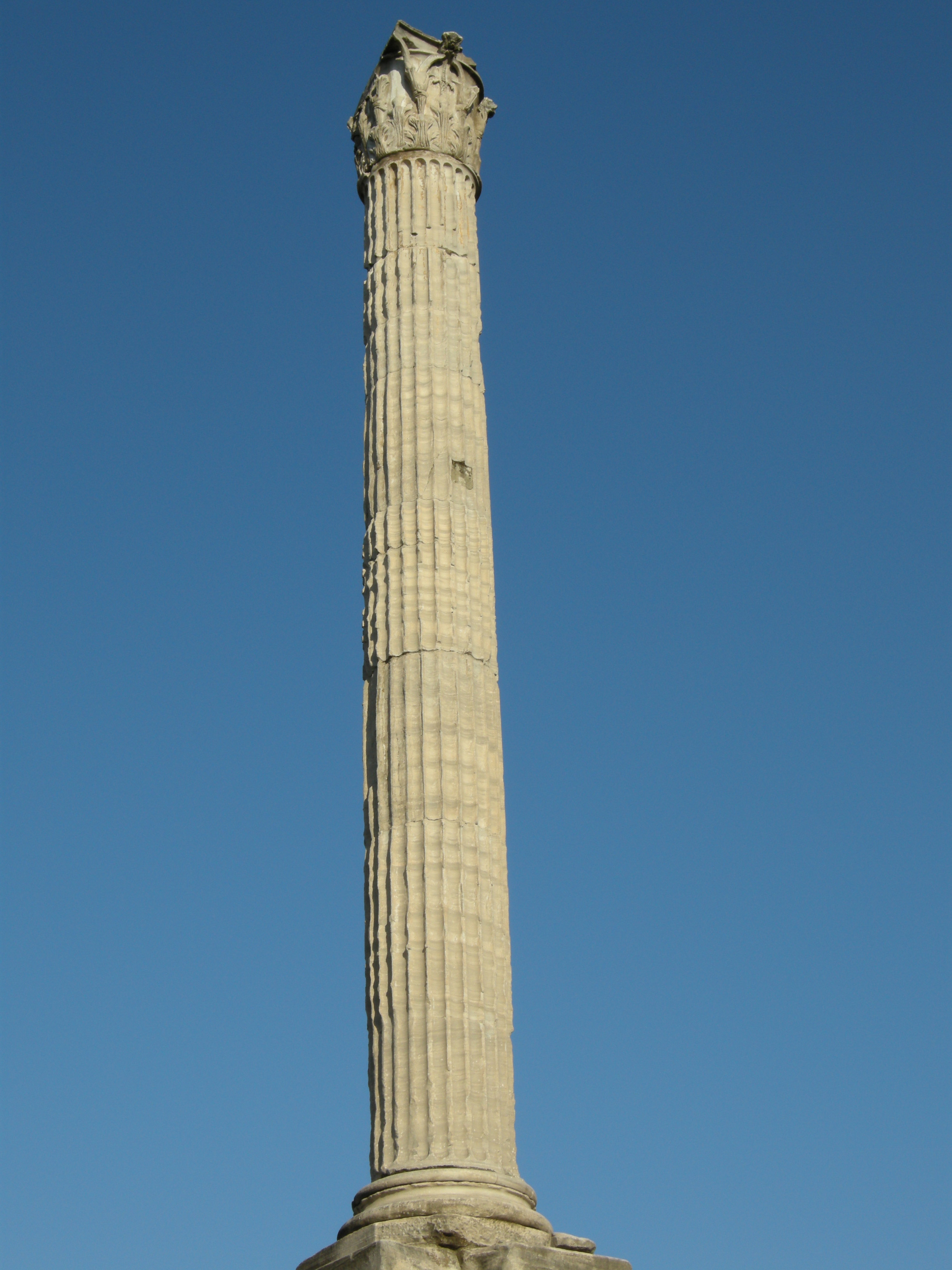
La colonna di Foca, eretta nel foro romano

Gli eccessi di Smaragdo furono tali da indurre Maurizio a richiamarlo in patria nel 589. Secondo Paolo Diacono, fu sostituito con l'esarca Romano; tuttavia un'iscrizione attesta che il 31 marzo 589 era esarca un certo Giuliano, e ciò ha permesso di stabilire che nell'intervallo di tempo tra il richiamo di Smaragdo e l'arrivo di Romano in Italia fu esarca il già citato Giuliano, che mantenne la carica per pochi mesi.

### Secondo mandato
In seguito agli insuccessi dell'esarca Callinico contro i Longobardi, questi fu sostituito da Smaragdo, che ritornò dunque in Italia tra il 602 e il 603. Secondo alcuni studiosi, sarebbe stato Foca (602-610) l'imperatore romano d'Oriente (bizantino), che ascese al trono assassinando Maurizio in un momento critico per Bisanzio, a inviare di nuovo Smaragdo a governare Ravenna; non si può escludere però la possibilità che Smaragdo fosse stato inviato in Italia da Maurizio nel 602, prima del suo assassinio. Smaragdo, non potendo contare sull'invio di rinforzi dall'Oriente in quanto l'Impero era impegnato in una difficile guerra contro la Persia, fu obbligato giocoforza a stringere una tregua con i Longobardi nel 603, che fu rinnovata fino al 605; quando poi, alla scadenza della tregua, i Longobardi conquistarono Bagnoregio e Orvieto in Toscana, Smaragdo si risolse a rinnovare la tregua per un anno e poi ancora per altri tre anni. La tregua fu rinnovata ogni anno fino al 615.
Nel 608 Smaragdo innalzò a Roma una colonna in onore di Foca; l'iscrizione alla base della colonna definisce Smaragdo "ex preposito del sacro palazzo, patrizio ed esarca d'Italia". Si tratta della sua ultima menzione nelle fonti, che non riferiscono in quale anno e in quali circostanze terminò il suo mandato. La storiografia più datata congetturò che nel 611 il nuovo imperatore Eraclio I, dopo aver deposto e giustiziato il suo predecessore Foca, avrebbe destituito Smaragdo in quanto ritenuto un sostenitore di Foca e lo avrebbe sostituito con un uomo di fiducia, l'esarca Giovanni I Lemigio. Questa teoria tuttavia non viene riportata negli studi storiografici più recenti, i quali sostengono che non è certo quando Smaragdo fu richiamato a Costantinopoli e che potrebbe essere stato sostituito, sotto Foca o Eraclio, da un certo Fozio, un funzionario definito "esarco di Roma" dall'agiografia di Teodoro il Siceota.